# 菲茨罗伊·邓克利
菲茨罗伊·邓克利（英語：Fitzroy Dunkley，1993年5月20日—）是一名牙买加短跑运动员。他代表牙买加参加2016年世界室内田径锦标赛，其中男子400米项目进入半决赛，男子4×400米接力以第四名完赛。